# 소양초등학교 (강원)
소양초등학교는 대한민국 강원특별자치도 춘천시 우두동에 있는 공립 초등학교이다.

## 학교 연혁
- 1941년 11월 1일 소양공립국민학교 개교
- 1981년 3월 1일 병설유치원 개원
- 1996년 3월 1일 소양초등학교로 개칭
- 2011년 9월 1일 제39대 교장 류재숙 부임
- 2013년 2월 14일 제65회 졸업(졸업생 11,378명)
- 2013년 3월 1일 38학급 편제(특수학급 1학급), 병설유치원 1학급
- 2016년 3월 1일 제40대 교장 함정길 취임
- 2017년 2월 10일 제69회 졸업(졸업생 12,109명)
- 2017년 3월 1일 38학급 편제(특수학급 1학급), 병설유치원 1학급

## 참고 자료
- 소양초등학교 - 한국교육학술정보원 학교알리미